# Lycaena fortunata
Lycaena fortunata är en fjärilsart som beskrevs av Otto Staudinger 1870. Lycaena fortunata ingår i släktet Lycaena och familjen juvelvingar. Inga underarter finns listade i Catalogue of Life.